# Jakub Sedláček (calciatore)
Jakub Sedláček (Trenčín, 9 marzo 1998) è un calciatore slovacco, centrocampista dello Slovan Duslo Šaľa.

## Caratteristiche tecniche
È un centrocampista centrale.

## Carriera
Cresciuto nell'AS Trenčín, nel 2017 è stato acquistato dal Podbrezová con cui ha fatto il suo esordio fra i professionisti disputando l'incontro di Superliga slovacca perso 8-1 contro l'AS Trenčín.